# تلفزيون بغداد الثقافي

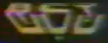
شعار القناة والذي كان يظهر على الجانب العلوي الأيسر من شاشة التلفزيون

تلفزيون بغداد الثقافي (ت ب ث) ( بالإنجليزية Baghdad Cultural Television BCT) كانت محطة تلفزيون أرضية تابعة للحكومة العراقية متخصصة في الثَّقافة الرفيعة والفنون والآداب كانت تبثُّ بشكلٍ رئيسيٍّ في بغداد عاصمة العراق وضواحيها بين عامي 1994 و 1995 باللغة العربية بشكل رئيسي.
ساهم في تأسيسها فيصل الياسري الذي كان مديراً لها وعمل فيها أيضاً ديار العمري وميسون عبد الرزاق البياتي وسمير عبد الرحيم الجلبي وحسن عبد الحميد ومحمد السبعاوي وفائزة العزي ورياض السعدي وزياد طارق وعبد السلام الضاري وصفاء الضاحي وآيات عزت وناجحة كاظم.
اشتركت القناة في تردد جد عالي مع محطات حكومية أخرى في البداية، مثل التلفزيون التربوي العراقي ومحطة موسيقية مؤقتة، ثم استولى عدي صدام حسين مالك تلفزيون الشباب على الترددات ليستخدمها كقنوات تلفزيون الشباب الثانوية المستحدثة مثل قناة الشباب باللغة الإنجليزية والرياضة والمسلسلات وغيرها من قنوات الترفيه. تحولت ترددات القناة بعد ذلك إلى تلفزيون بغداد الدولي للبث الفضائي التي تحولت بدورها إلى قناة العراق الفضائية والتي استمرت في البث حتى سقوط بغداد في 2003.